# Arató Krisztina
Arató Krisztina (Budapest, 1969. június 1. –) magyar politológus, egyetemi docens.

## Életpályája
1992-ben végzett az Eötvös Loránd Tudományegyetem Bölcsészettudományi Karának történelem-orosz szakán. 1994-ben a manchester-i Victoria Egyetemen MA diplomát kapott. 1994–1998 között az Eötvös Loránd Tudományegyetem Bölcsészettudományi Kar Politikaelméleti Tanszéken dolgozott. 1996–1997 között a Berzsenyi Dániel Főiskola Szociológia és Politológia Tanszékén óraadó volt. 1996–1998 között az Eötvös Loránd Tudományegyetem Bölcsészettudományi Kar pedagógus-továbbképzésén volt óraadó. 
1998-tól az Eötvös Loránd Tudományegyetem Állam- és Jogtudományi Kar Politikatudományi Intézetének munkatársa. 1998–2000 között a Budapesti Közgazdaságtudományi Egyetem Vezetőképző Intézetének óraadója volt. 2000-ben Magyar Ösztöndíj Bizottság (MÖB) ösztöndíjasa volt Rómában. 2000–2006 között a Magyar Politikatudományi Társaság elnökségi tagja, 2006–2012 között főtitkára, 2016–2021 között elnöke volt.
2001-ben PhD fokozatot szerzett a Budapesti Közgazdaságtudományi és Államigazgatási Egyetem (BKÁE) Nemzetközi Kapcsolatok Program keretein belül. 2005-től a Pro Excellentia Alapítvány a Napközbeni Kisgyermekellátásért kurátora. 2005–2006 között a Zsigmond Király Főiskola óraadója volt. 2008 óta a Magyar Tudományos Akadémia Köztestületi tagja, a Magyar Tudományos Akadémia IX. Gazdaság- és Jogtudományok Osztályának Politikatudományi Bizottságának tagja. 2009-től a Civil Európa Egyesület elnöke, az Országos Tudományos Kutatási Alap (OTKA) Állam- és Jogtudomány, Politikatudomány (ÁJP) zsüri tagja, 2011-től a zsűri elnöke.
Kutatási területe az európai integráció története, a szociális párbeszéd az Európai Unióban és Magyarországon, valamint a civil társadalom, civil szervezetek és az Európai Unió kohéziós politikája.

## Művei
- Szociális párbeszéd az Európai Unióban (2001)
- Képzelt Európa (2013)
- Európai utazása (2015)

## Díjai
- Békésy György posztdoktori ösztöndíj (2001-2004)
- Deák Ferenc posztdoktori ösztöndíj (2004-2005)
- Bolyai János Posztdoktori ösztöndíj (2006-2009)